# ГАЕС Хейлунцзянь
ГАЕС Хейлунцзянь (黑龙江抽水蓄能电站) — гідроакумулювальна електростанція, що споруджується на північному сході Китаю у провінції Хейлунцзян.
Як нижній резервуар станції використають водосховище ГЕС Ляньхуа, створене у 1990-х роках на річці Муданьцзян (права притока Сунгарі, котра, своєю чергою, є правою притокою Амуру). Його утримує головна кам'яно-накидна гребля із бетонним облицюванням висотою 72 метри та довжиною 902 метрів, а також розташована ліворуч від неї у сідловині кам'яно-накидна споруда із глиняним ядром висотою 47 метрів та довжиною 332 метри. Створене ними велике водосховище має об'єм 4,18 млрд м3 (корисний об'єм 2,72 млрд м3) та нормальний рівень поверхні на позначці 218 метрів НРМ.
Верхній резервуар спорудять на висотах лівобережжя Муданьцзян за допомогою кам'яно-накидної греблі із бетонним облицюванням висотою 83 метри. Це сховище матиме об'єм 11,6 млн м3 та нормальний рівень поверхні на позначці 625,5 метра НРМ.
Резервуари будуть з'єднані між собою та з розташованим поміж ними машинним залом за допомогою двох тунельних трас довжиною по 3 км із діаметром від 4,7 до 6,7 метра.
Станцію обладнають чотирма оборотними турбінами типу Френсіс потужністю по 300 МВт, які, за проєктом, забезпечуватимуть виробництво 1836 млн кВт·год електроенергії на рік при споживанні для закачування 2409 млн кВт·год.
Будівництво станції почалось у 2014-му, а введення гідроагрегатів у експлуатацію заплановане на 2020—2021 роки.